# 仙塘站
仙塘站位于广东省河源市东源县仙塘镇，是京九铁路的一座火车站，等级为四等站，距北京西站2166公里，距常平站149公里。车站建于1990年，现只办理货运，不办理客运业务。